# Moritz Hochschild
Moritz Hochschild, dit Dr Moritz ou Don Mauricio en espagnol, Hochschild, né le 17 février 1881 dans les Biblis en Allemagne et mort le 18 juin 1965 à Paris, est l'un des plus célèbres entrepreneurs de l'industrie minière dans la première moitié du vingtième siècle. Il fut, avec Simón Iturri Patiño et Carlos Víctor Aramayo, l'un des trois barons boliviens de l'étain.
Par ailleurs, à titre privé, il contribua à sauver les vies de milliers de juifs européens des persécutions du Nazisme allemand dans les années 1930 et 40, avant et pendant la Seconde Guerre mondiale, en facilitant leur immigration en Bolivie, où se trouvaient ses sociétés minières. Cela lui a valu le surmon de "Schindler bolivien" par analogie avec l'allemand Oskar Schindler qui sauva aussi de nombreux juifs.

## Carrière
Hochschild est un agnostique juif dont la famille a déjà été active dans l'industrie minière. Il étudie l'exploitation minière et l'ingénierie à l'Université des Mines et de la Technologie de Freiberg. En 1905, il commence sa carrière dans le grand conglomérat industriel Metallgesellschaft, puis se rend en Espagne et en Australie, avant de s'installer définitivement en Amérique du Sud pour y travailler et être indépendant. Après plusieurs années au Chili, il retourne en Allemagne et y restera jusqu'à la fin de la première Guerre Mondiale. En 1919, Hochschild retourne une fois de plus en Amérique du Sud avec son épouse, Käthe Rosenbaum, épousée l'année précédente. Son fils, Gerardo Hochschild Rosenbaum, naît en 1920, sa femme meurt quatre ans plus tard.
Pendant les deux décennies suivantes, Hochschild construit un empire économique en Bolivie autour de l'exploitation minière et du commerce du minerai d'étain. Son empire s'étend du Pérou dans le nord, au du Chili dans le sud. Au cours de cette période de croissance, sa famille le suit en Amérique du Sud pour travailler, en particulier son cousin Philipp Hochschild. Il se lance dans l'exploitation de l'étain, rachetant les mines boliviennes et diversifiant ses activités dans le zinc, l'argent et le tungstène. Avec Simón Iturri Patiño, il soutient le Parti libéral contre les conservateurs, proches des grands propriétaires terriens.
En 1939 et 1944, Hochschild est arrêté par le gouvernement bolivien et condamné à mort. Il est ensuite libéré et quitte définitivement la Bolivie. En 1951, il fait don de la plus grande partie de sa fortune à la Hochschild Trust and Foundation. L'année suivante, son groupe est nationalisé, mais il est indemnisé à hauteur d'un tiers.
Moritz Hochschild est mort en 18 juin 1965 à Paris.

## Aide à l'immigration en Bolivie des juifs européens persécutés
À la fin des années 1990, l'analyse des archives de la société minière nationale 'Corporación Minera de Bolivia (Comibol)' a permis de découvrir et d'analyser le rôle de Mortiz Hochschild dans l'organisation de l'immigration de juifs européens en Bolivie, pour leur permettre d'échapper aux persécutions de l'Allemagne Nazie.
Plusieurs pays d'Amérique du Sud, dont la Bolivie, accueillirent des réfugiés européens juifs qui fuyaient l'Europe à partir des années 1930. Grâce à ses relations avec les autorités boliviennes, dont en particulier le président Germán Busch qui cherchait à aider au développement de son pays en faisant appel à des européens, Moritz Hochschild organisa l'immigration de milliers de juifs européens en Bolivie, plus de 8000 entre 1938 et 1940 selon les estimations faites en analysant les archives.
Hochschild facilita également l'implantation des juifs européens en Bolivie en leur trouvant des emplois dans ses sociétés minières ou des développements agricoles. Ceci était organisé via l'appui de deux organisations spécifiques qu'il fit créer, la 'Société pour la protection des immigrants (SOPRO)', dont le rôle était d'obtenir des fonds pour les familles juives, et la 'Société de colonisation de la Bolivie (SOCOBO)'qui gérait des propriétés agricoles où il faisait employer des familles juives.
Moritz Hochschild ne fit jamais la publicité de son action de sauvetage des juifs, et l'ampleur de celle-ci ne commença à être connue que dans les années 1990, ce qui lui a valu le surnom de 'Schindler bolivien' ou de 'Schindler des Andes',,,,,,.